# Schitul Lacu

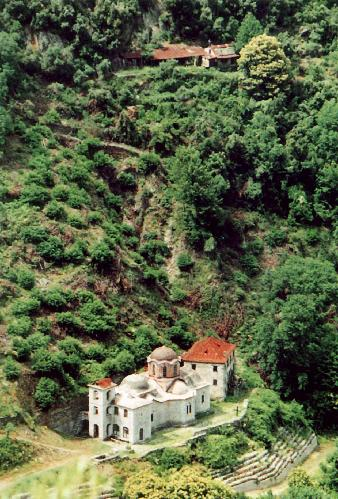
Biserica centrală (kiriakon) a schitului Lacu și o chilie veche un pic mai sus, pe versantul împădurit.

Schitul Lacu (în greacă Lakkoskiti, „schitul din văgăună”) este o comunitate monahală idioritmică de la Muntele Athos (Grecia), una din cele mai vechi vetre monastice românești din Sfântul Munte. Este amplasată în partea de nord-est a peninsulei Athos, într-o vale străbătută de râul Morfonou și înconjurată de o pădure de castani. Aici se află 15 chilii în care locuiesc călugări români. Biserica schitului are hramul Sfântul Mare Mucenic Dimitrie Izvorâtorul de Mir.
Schitul Lacu aparține Mănăstirii Sfântul Pavel (în greacă Αγίου Παύλου), una din cele douăzeci de mari mănăstiri care guvernează în mod tradițional teritoriul autonom al Sfântului Munte Athos. El se află din punct de vedere spiritual sub jurisdicția Patriarhiei Ecumenice de Constantinopol, la fel ca toate comunitățile mănăstirești din muntele Athos.

## Așezare geografică
Schitul Lacu este situat în partea de nord-est a peninsulei Athos, între Turnul Amalfion și Mănăstirea Sfântul Pavel (la o jumătate de oră distanță de mers pe jos de la mănăstire, peste munte). Se întinde pe valea Lacu (în greacă Lakkos, care înseamnă „văgăună sălbatică”), care urcă spre pantele vârfului Aton (2033 m). Schitul este situat la o altitudine de aproximativ 280 m, între Marphonou și Antiathon.

## Istoric
Se cunosc foarte puține informații despre istoria schitului românesc Lacu. Conform tradiției, începând din secolul al X-lea trăiau acolo călugări ce proveneau din mănăstirea veche Amalfion (una din cele trei mănăstiri de pe Muntele Athos ce săvârșeau slujbele religioase după ritul latin), care după Marea Schismă ce a avut loc în anul 1054 între Biserica Răsăriteană și Biserica Apuseană a fost trecută sub autoritatea Marii Lavre și s-a ruinat. În secolul al XIV-lea câțiva călugări sârbi au încercat să revitalizeze acel loc și au împrumutat bani de la Mănăstirea Vatopedu în acest scop, dar nu au reușit să-i mai restituie. Astfel, la sfârșitul secolului al XIV-lea, Mănăstirea Vatopedu a cedat acel teren Mănăstirii Sfântul Pavel în schimbul altor proprietăți. 
Unele inscripții din anul 1606 arată că acolo au trăit pentru o perioadă călugări slavi, probabil de origine sârbă. La mijlocul secolului al XVIII-lea au început să vină aici călugări din Principatul Moldovei; potrivit evidențelor păstrate, cei 30 de monahi ce viețuiau aici în anul 1754 erau de origine moldovenească. În jurul anului 1760 ieromonahul Daniil de la Mănăstirea Neamț a organizat obștea de aici ca schit și a construit o biserică de lemn cu hramul Sfântului Mare Mucenic Dimitrie. Slujbele religioase se țin de atunci în limba română. În acea vreme existau în Muntele Athos aproximativ 24 de colibe românești și aproape 100 de pustnici români.

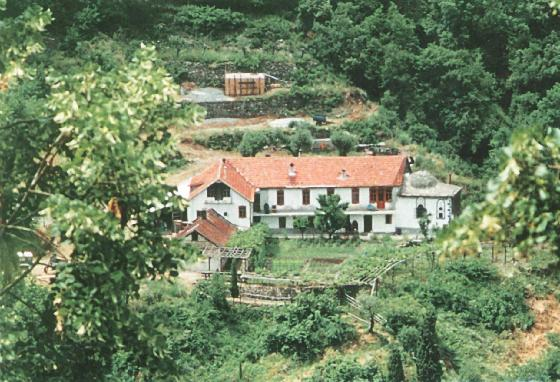
Chilia (kalivi) „Bunavestire” de la Schitul Lacu.

În anul 1821, după începerea Războiului de Independență al Greciei, călugării moldoveni și munteni au încetat să mai vină în Grecia, pe măsură ce situația a devenit tot mai periculoasă, în timp ce călugării bătrâni s-au întors în țara lor de origine sau au murit. Începând de prin anii 1830, Schitul Lacu cunoaște o perioadă de înflorire. Au început să vină călugări noi, iar schitul a ajuns să adăpostească până la 90 de călugări în 24 de colibe. Potrivit „Proschinitarului” călugărului Serafim, viețuiau în anul 1843 la schitul Lacu 32 de monahi români originari din mănăstirile Cernica și Căldărușani și existau, în plus, cinci chilii cu paraclise și 16 colibe.
Printre călugării români care au trăit la Schitul Lacu s-a aflat și monahul Alipie, viitorul ieroschimonah Antipa de la Calapodești (1816-1882), ce a sosit aici în anul 1837 și a trăit timp de 15 ani după aspra rânduială athonită, mutându-se apoi la Mănăstirea Esfigmenu. El a fost canonizat de Biserica Ortodoxă Română și de Biserica Ortodoxă Rusă.
Călugării valahi și moldoveni au primit constant sprijin financiar din partea guvernului lor, trăind acolo în liniște fără a crea probleme politice sau etnice. A fost construită o bisericuță cu hramul „Adormirea Maicii Domnului” în cimitirul schitului (1849) și o moară de apă (1860). Biserica schitului era mică, iar comunitatea creștea, astfel că în anul 1898 a început zidirea unei biserici centrale (kiriakon) mai încăpătoare cu hramul Sfântul Dimitrie, pe cheltuiala călugărului Iustin. Lucrările de construcție au fost finalizate în anul 1904, când biserica a fost completată cu pridvorul și clopotnița. Clădirea arhondaricului a fost construită cam în aceeași perioadă. Astfel, la începutul secolului al XX-lea exista în jurul bisericii un complex de 24 de chilii și colibe, în care trăiau peste 120 de monahi.
Criza generată de instalarea comunismului în România care a făcut ca relațiile României cu mănăstirile de la Muntele Athos să fie mult îngreunate, dar și drumul greu accesibil, au făcut ca Schitul Lacu să intre într-o perioadă de declin. Numărul călugărilor a scăzut, iar chiliile au fost părăsite și au început să se ruineze. În anul 1989, când a avut loc căderea comunismului de la putere, aici nu se mai aflau decât vreo doi-trei călugări. 
La mijlocul anilor 1990, când mai rămăsese aici doar un singur călugăr bătrân, s-a reînceput repopularea schitului Lacu cu călugări veniți în principal de la schitul românesc Prodromu, dar și de la mănăstirile din România. Biserica centrală și chiliile au fost treptat reparate, iar drumul prin pădure a fost îmbunătățit. Cu toate acestea, distanța mare de drumul principal face ca pelerinii de la Schitul Lacu să fie puțini. În prezent, mai mult de jumătate din chilii sunt locuite, iar celelalte se află încă în ruină.